# Carlos Fernández Pérez
Carlos Fernández Pérez (Zaragoza, España, 1951) es un empresario venezolano de origen español, presidente de Fedecámaras entre 2002 y 2003. Fue uno de los principales dirigentes del paro general de 2002, por lo que fue detenido. Posteriormente partió hacia Estados Unidos.

## Carrera
Carlos Fernández nació en Zaragoza, España. A los 8 años llegó a Venezuela, donde su padre había establecido su residencia profesional como administrador de una finca de cítricos. Carlos Fernández Pérez es ingeniero mecánico. Se casó con Sonia de Fernández. En 1974 fundó Talleres Fercon. En 1979 fue vicepresidente de la Asociación de Concreteras del Estado Carabobo.
Desde 1981 fundador y presidente del “Grupo Empresarial Fernández”, el cual agrupa a las empresas “Referca”, “Transferca” y “Calferca”. Fue socio fundador del Consorcio Educativo Integral “Colegio La Fe” en 1992. En 1993 fue vicepresidente de la Asociación de Distribuidores de Comercio del Centro. En 1999 es socio fundador de los centros de comunicación “Celular Truck” en 1999.  A lo largo de su vida Fernández ha fundado 15 empresas.
Fue director del Consejo de Economía Nacional desde 1995, fue nombrado presidente de la Cámara de Transporte del Centro y Vicepresidente del Consejo Nacional del Transporte (Consetransporte) ese mismo año. En 1997 es presidente de Consetransporte. En el 2000 Carlos Fernández denunció la presencia de bandas de delincuentes en la carreteras del país estaban ocasionando grandes pérdidas económicas.

## Presidencia de Fedecámaras
Fue director de Fedecámaras entre 1999 y 2001, miembro del Comité Ejecutivo, primer Vicepresidente a partir de julio 2001. Carlos Fernández accedió a la presidencia de Fedecámaras en sustitución de Pedro Carmona tras el golpe de Estado en Venezuela de 2002. El gobierno de Hugo Chávez lo acusó de haber firmado el Acta de Constitución del Gobierno de Transición Democrática y Unidad Nacional.
El 21 de noviembre de 2002 Carlos Fernández en una declaración conjunta con Carlos Ortega Carvajal presidente de la Confederación de Trabajadores de Venezuela, como voceros de la Coordinadora Democrática anunciaron el inicio de un paro nacional para el 2 de diciembre de 2002, en rechazó al gobierno de Hugo Chávez. Lideró junto a Carlos Ortega el Paro Cívico Nacional que buscaba la renuncia del presidente Hugo Chávez, por lo que Fernández y Ortega fueron investigados por los presuntos delitos de traición a la patria, rebelión civil, instigación a delinquir y devastación.

### Detención
El juez 34 de Control de Caracas, Maikel Moreno, a instancia de la Fiscalía, ordenó la detención de Fernández y Ortega. A altas horas del 19 de febrero de 2003 Carlos Fernández fue detenido al salir de un restaurante por 8 hombres armados que se identificaron como miembros de la Policía Metropolitana de Caracas. Según testigos los hombres que arrestaron a Fernández no tenían uniformes ni apariencia de ser funcionarios. Dichos sujetos llegaron en vehículos sin identificación, sin placas, y sin orden judicial. Carlos Fernández pensó que se trataba de un secuestro y trató de defenderse por lo que tras un fuerte forcejeo Fernández fue golpeado provocándole heridas superficiales y hematomas en el tórax. Fernández fue inmovilizado y empujado al interior de su automóvil. También se produjeron disparos, seguramente para evitar que los que estaban presentes intervinieran. Fernández fue trasladado a la sede de la Dirección de los Servicios de Inteligencia y Prevención (DISIP), el Helicoide.
La Coordinadora Democrática condenó la detención de Carlos Fernández. En Caracas se realizaron cacerolazos en protesta por la detención, grupos empresariales de Nicaragua pidieron su liberación y el Departamento de Estado de los Estados Unidos calificó su detención como "muy preocupante". Por su parte el presidente Hugo Chávez celebró la decisión judicial y dijo que tanto Fernández como otros líderes opositores debían estar presos desde hace tiempo.
Carlos Fernández quedó incomunicado hasta el 21 de febrero, cuando sus familiares pudieron tomar contacto con él. Ni sus abogados pudieron entrar a las instalaciones donde estaba detenido. Los malos tratos que sufrió Fernández contribuyeron a que su estado de salud se deteriorara al grado de tener que recibir auxilios médicos de emergencia. Carlos Fernández fue trasladado a los Tribunales en medio de un operativo de seguridad que se reserva a los delincuentes de alto riesgo. Fuera del Tribunal se concentraron Círculos bolivarianos, liderados por un diputado oficialista, quien obstaculizaba la entrada de visitantes profiriendo insultos y ejerciendo presión sobre los jueces. El 23 de febrero se le concedió arresto domiciliario debido a su delicado estado de salud.

### Salida de Venezuela
Carlos Fernández fue liberado el 20 de marzo por decisión de una corte de apelaciones. Se trasladó a los Estados Unidos debido a afecciones cardíacas. Desde Florida Fernández afirmaba que no estaba descartada la posibilidad de solicitar asilo político al gobierno estadounidense, argumentando que su vida corría peligro en Venezuela.
En abril la fiscal Luisa Ortega Díaz pidió el arresto preventivo de Carlos Fernández. Debido a la situación de Fernández, Albis Muñoz asumió la presidenta encargada de Fedecámaras en marzo de 2003 y en julio es elegida como presidencia, mientras Carlos Fernández queda como presidente honorario. Por su parte Fernández se negó a regresar al país para entregarse a la justicia venezolana declarando temer por su vida. En julio de 2004 Venezuela solicitó su extradición junto a Pedro Carmona y Carlos Ortega Carvajal.